# Chile-Erdbeere
Die Chile-Erdbeere (Fragaria chiloensis) ist eine Pflanze aus der Familie der Rosengewächse. Diese Art der Erdbeeren ist in mehreren Unterarten an der nord- und südamerikanischen Pazifikküste verbreitet und eine der Elternarten der heutigen Gartenerdbeere (Fragaria × ananassa).

## Beschreibung
Die Pflanze erreicht eine Wuchshöhe von 5 bis 20 Zentimeter. Der Blattstiel ist 2 bis 20 Zentimeter lang, der Stängel des mittleren Blättchens 1 bis 10 Millimeter lang. Die Blätter sind ledrig. Die Spreite des mittleren Blättchens ist 10 bis 60 Millimeter lang, verkehrt-eiförmig und am äußeren Ende abgerundet bis gestutzt mit sieben bis elf Zähnen, der mittlere ist abgerundet-stumpf. Die Blätter sind unterseits dicht behaart, oberseits aber unbehaart.
Die Vorblätter sind ungelappt. Die Blüten sind in der Regel 20 bis 40 Millimeter breit, die Kelchblätter sind 6 bis 10 Millimeter lang, die Kronblätter 8 bis 18 Millimeter. Die Frucht ist kahl, der Blütenboden ist 10 bis 20 Millimeter lang, die Achänen 1,5 bis 2 Millimeter.
Die Chromosomenzahl beträgt 56, die Art ist oktoploid.

## Verbreitung
Die Chile-Erdbeere ist ungeachtet ihres Namens entlang weiter Teile der nord- und südamerikanischen Pazifikküste sowie disjunkt im südamerikanischen Binnenland verbreitet. Ihr Verbreitungsgebiet reicht zum einen von Alaska bis Kalifornien sowie von Peru über Bolivien bis in das südliche Chile sowie nach Argentinien. Sie findet sich darüber hinaus in Hawaii und auf den Juan-Fernández-Inseln. In Mittelamerika fehlt sie anscheinend. Die Art besiedelt Strände und Grasland in Höhenlagen bis zu 200 Metern.

## Systematik
Die Chile-Erdbeere ist die Schwesterart der Scharlach-Erdbeere (Fragaria virginiana), einer anderen oktoploiden amerikanischen Erdbeerart. Beide Arten gehen evolutionär vermutlich auf einen gemeinsamen oktoploiden Vorfahren zurück. Die verwandtschaftliche Beziehung zur oktoploiden/dekaploiden Art Fragaria iturupensis ist derzeit noch unklar.
Die Art Fragaria chiloensis wird gemeinhin in vier Unterarten (Subspezies, ssp.) unterschieden:
- ssp. chiloensis (L.) Mill. (Südamerika)
  - forma chiloensis, Chile, Peru, Ecuador; schon präkolumbianisch kultivierte Form mit weißlichen Scheinfrüchten
  - forma patagonica, Argentinien, Chile; Form mit roten Scheinfrüchten
- ssp. lucida (E. Vilm. ex Gay) Staudt, Sandstrände der Ostküste Nordamerikas
- ssp. pacifica Staudt, Ostküste Nordamerikas
- ssp. sandwicensis (Decne) Staudt, Hawaii

## Kulturgeschichte
Neben der Scharlach-Erdbeere ist die Chile-Erdbeere eine der beiden Elternarten der Gartenerdbeere (Fragaria × ananassa). Die beiden Arten bilden im westlichen Nordamerika natürliche Hybridformen aus. Die Gartenerdbeere allerdings geht auf natürliche Kreuzungen in europäischen Gärten zwischen 1714 und 1759 zurück.
Die Chile-Erdbeere wurde vom französischen Seeoffizier Amédée-François Frézier im Jahre 1714 aus Südamerika nach Europa gebracht.

## Trivialnamen
Für die Chile-Erdbeere (französisch Fraisier du Chili) sind auch die deutschsprachigen Trivialnamen Chiloe-Erdbeere und Chili-Erdbeere bekannt. Da sie zunächst im Raum um Brest weiterkultiviert wurde, wird sie etwa in Schwaben auch „Brestling“ genannt.